# Fuji (district)
Fuji (Japans: 富士郡, Fuji-gun) was een district van de prefectuur Shizuoka in Japan.
Op 1 april 2008 had het district een geschatte bevolking van 9.434 inwoners en een bevolkingsdichtheid van 127 inwoners per km². De totale oppervlakte bedroeg 74,18 km².  Op 23 maart 2010 werd de gemeente Shibakawa aangehecht bij de stad Fujinomiya. Het district hield op te bestaan.

## Gemeenten
- Shibakawa

Steden:
Atami · Fuji · Fujieda · Fujinomiya · Fukuroi · Gotenba · Hamamatsu · Itō · Iwata · Izu · Izunokuni · Kakegawa · Kikugawa · Kosai · Makinohara · Mishima · Numazu · Omaezaki · Shimada · Shimoda · Shizuoka (hoofdstad)· Susono · Yaizu

Districten:
Haibara · Kamo · Shuchi · Sunto · Tagata
Gemeenten per district